# Multilineare Evolution
Die multilineare Evolution ist eine soziologische Theorie des 20. Jahrhunderts über die Evolution von Gesellschaften und Kulturen. Sie besteht aus konkurrierenden Theorien diverser Soziologen und Anthropologen und ersetzte die Theorien der unilinearen Evolution des 19. Jahrhunderts.

## Beschreibung
Die Kritik am klassischen sozialen Evolutionismus veranlasste die Forscher, ihre Ansichten zu überdenken: Moderne Theorien und Entwicklungsmodelle versuchen unbelegte, ethnozentrische Spekulation, Vergleiche und Werturteile zu vermeiden und betrachten einzelne Gesellschaften in ihrem eigenen historischen Kontext. Diese Bedingungen lieferten den Kontext für neue Theorien wie den Kulturrelativismus und die multilineare Evolution.
In den 40er Jahren entwickelten Anthropologen wie Leslie White und Julian Steward ein evolutionäres Modell auf einer wissenschaftlicheren Basis und schufen damit den Neoevolutionismus. White lehnte die Unterscheidung zwischen „primitiven“ und „modernen“ Gesellschaften ab und unterteilte die Gesellschaften anhand ihres Energieverbrauchs, wobei mehr Energie eine größere soziale Differenzierung erlaubt. Steward wies die Vorstellung des Fortschritts zurück und lenkte die Aufmerksamkeit auf Charles Darwins Idee der „Anpassung“, wonach sich alle Gesellschaften an ihre Umgebung anpassen müssen.
Die Anthropologen Marshall Sahlins und Elman Service versuchten in Evolution and Culture, Whites und Stewards Ansätze zu vereinigen. Andere Anthropologen entwickelten auf dieser Basis Theorien der kulturellen Ökologie und ökologischen Anthropologie. Die bekanntesten Beispiele sind Andrew P. Vayda (1931–2022) und Roy Rappaport. In den späten 50er Jahren orientierten sich Stewards Studenten wie Eric Wolf und Sidney Mintz von der kulturellen Ökologie hin zum Marxismus, zur Weltsystem-Theorie, Dependenztheorie oder Marvin Harris’ kulturellem Materialismus.
Die meisten zeitgenössischen Anthropologen lehnen die Vorstellung des 19. Jahrhunderts vom Fortschritt und der unilinearen Evolution weiterhin ab. In der Tradition von Steward achten sie besonders auf die Beziehung zwischen einer Kultur und deren Umgebung, wenn sie verschiedene Aspekte einer Kultur zu erklären versuchen. Aber die meisten modernen Ethnologen haben einen allgemeinen systematischen Ansatz gewählt, indem sie Kulturen als entstehende Systeme untersuchen und die ganze soziale Umgebung inklusive der politischen und ökonomischen Beziehungen beachten. Andere lehnen die evolutionären Denkweisen vollständig ab und betrachten stattdessen historische Zusammenhänge, Kontakte mit anderen Kulturen und die Funktionsweise kultureller Symbolsysteme. Die einfache Vorstellung einer kulturellen Evolution wurde damit nutzlos und durch eine Vielzahl von nuancierteren Ansätzen ersetzt. Auf dem Gebiet der Entwicklungsstudien haben Autoren wie Amartya Sen ein Verständnis von Entwicklung und menschlichem Gedeihen präsentiert, das ebenfalls die vereinfachten Vorstellungen von Fortschritt in Frage stellt, aber gleichzeitig viel von der ursprünglichen Inspiration behält.